# Aoni Production
Aoni Production (jap. 青二プロダクション  Aoni Purodakushon) – japońska firma zatrudniająca aktorów dubbingowych (seiyū). Siedziba firmy znajduje się w Minato w Tokio.

## Anime
Lista anime, z którymi firma była zaangażowana:
- Ochamegami monogatari: Korokoro Pollon, 1982
- Filmy Dr. Slump (1982–1994)
  - Dr. Slump (film), 1982
  - Dr. Slump & Arale-chan Ncha! Penguin Mura yori Ai o Komete (film), 1993
  - Dr. Slump & Arale-chan Ncha! Wakuwaku Hot Natsu Yasumi (film), 1994
- Barefoot Gen (film), 1983
- Plawres Sanshiro, 1983
- Tao-Tao, mały miś panda, 1983
- Bobby's Girl (film), 1985
- The Dagger of Kamui, 1985
- Odin – Starlight Mutiny, 1985
- Barefoot Gen 2 (film), 1986
- Madonna (OVA), 1988
- Dragon Ball: Goku’s Fire Fighting Regiment (odcinek specjalny), 1988
- Gokū no Kōtsū Anzen, 1988
- Filmy Dragon Ball Z (1989–1995)
  - Dragon Ball Z Movie 1: Dead Zone, 1989
  - Dragon Ball Z Movie 2: The World’s Strongest, 1990
  - Dragon Ball Z Movie 3: The Tree of Might, 1990
  - Dragon Ball Z Movie 9: Bojack Unbound, 1993
  - Dragon Ball Z Movie 10: Broly – Second Coming, 1994
  - Dragon Ball Z Movie 11: Bio-Broly, 1994
  - Dragon Ball Z Movie 12: Fusion Reborn, 1995
  - Dragon Ball Z Movie 13: Wrath of the Dragon, 1995
- Dragon Quest: Dai no Daibōken: 1991
- Ultraman Kids: Haha o Tazunete 3000 Man Kōnen, 1991
- Wersje filmowe Czarodziejki z Księżyca (1993–1995)
  - Sailor Moon R – Czarodziejka z Księżyca: Film kinowy, 1993
  - Sailor Moon S – Czarodziejka z Księżyca: Film kinowy, 1994
  - Sailor Moon SuperS – Czarodziejka z Księżyca: Film kinowy, 1995
- Go! Go! Ackman (OVA), 1994
- Marmalade Boy, 1994
- Filmy Slam Dunk (1994–1995)
  - Slam Dunk: Zenkoku Seiha da! Sakuragi Hanamichi, 1994
  - Slam Dunk: Hoero Basketman Tamashii! Hanamichi to Rukawa no Atsuki Natsu, 1995
  - Slam Dunk: Shōhoku Saidai no Kiki! Moero Sakuragi Hanamichi, 1995
- Armitage III, 1995
- Kronika wojny na Lodoss, 1998
- Blue Gender, 1999
- Yu-Gi-Oh! Ostateczne starcie, 1999
- Run=Dim, 2001
- Wersje filmowe One Piece, 2001–2008
  - One Piece: Nejimaki Shima no Bōken, 2001
  - One Piece: Chinjō Shima no Chopper Ōkoku, 2002
  - One Piece: Dead End no Bōken, 2003
  - One Piece: Omatsuri Danshaku to Himitsu no Shima, 2005
  - One Piece: Karakuri Shiro no Mecha Kyohei, 2006
  - One Piece: The Desert Princess and the Pirates: Adventure in Alabasta, 2007
  - One Piece: Episode of Chopper + Fuyu ni Saku, Kiseki no Sakura, 2008
- Kanon (TV), 2002
- Kingdom of Chaos – Born to Kill (OVA), 2003
- Onegai Teacher (Oficjalny Fanbook), 2003
- Interlude (OVA), 2004
- Air: The Movie, 2005
- Final Fantasy VII: Advent Children (film), 2005
- Ayakashi – Samurai Horror Tales, 2006
- Death Note, 2006
- Kamisama Kazoku, 2006
- Naisho no Tsubomi (OVA), 2008
- Someday's Dreamers II Sora, 2008
- Anyamaru Tantei Kiruminzuu, 2009
- Dragon Ball Z Kai, 2009
- Croisée in a Foreign Labyrinth – The Animation, 2011
- Brave10, 2012
- Kyousogiga Dainidan (ONA), 2012
- Zumomo to Nupepe, 2012

## Członkowie
- Mai Aizawa
- Kenji Akabane
- Shin Aomori
- Masumi Asano
- Tomohisa Asō
- Moyu Arishima
- Ai Bandō
- Nobutoshi Canna
- Hisao Egawa
- Hiroko Emori
- Miyako Endo
- Moriya Endō
- Toshiko Fujita
- Toshio Furukawa
- Takahiro Fujimoto
- Tōru Furuya
- Banjō Ginga
- Junko Hagimori
- Aya Hara
- Kouji Harimaki
- Aiko Hibi
- Yukari Hikita
- Masato Hirano
- Ryo Hirohashi
- Masashi Hironaka
- Aya Hisakawa
- Hideyuki Hori
- Yukitoshi Hori
- Mitsuko Horie
- Nobutake Ichikawa
- Chigusa Ikeda
- Michihiro Ikemizu
- Kazue Ikura
- Naoki Imamura
- Tetsu Inada
- Fumiko Inoue
- Makio Inoue
- Hideo Ishikawa
- Unshō Ishizuka
- Kanae Itō
- Shino Kakinuma
- Kozue Kamada
- Hiroshi Kamiya
- Akemi Kanda
- Yui Kano
- Rumi Kasahara
- Yuta Kasuya
- Machiko Kawana
- Yōko Kawanami
- Yasuhiko Kawazu
- Mami Kingetsu
- Takuya Kirimoto
- Atsushi Kisaichi
- Yukimasa Kishino
- Yonehiko Kitagawa
- Haruko Kitahama
- Michitaka Kobayashi
- Toshio Kobayashi
- Rika Komatsu
- Yuka Komatsu
- Hiromi Konno
- Mariko Kōda
- Yoshiyuki Kouno
- Mami Koyama
- Yuka Koyama
- Takeshi Kusao
- Houko Kuwashima
- Yuji Machi
- Miki Machii
- Ai Maeda
- Sayaka Maeda
- Yukiko Mannaka
- Yuki Makishima
- Tomoko Maruo
- Mami Matsui
- Taiki Matsuno
- Minori Matsushima
- Yasunori Masutani
- Eiko Masuyama
- Hikaru Midorikawa
- Shiori Mikami
- Yūko Minaguchi
- Akemi Misaki
- Yūko Mita
- Hiroaki Miura
- Katsue Miwa
- Shunzō Miyasaka
- Yūko Mizutani
- Masakazu Morita
- Kazuya Nakai
- Ryōhei Nakao
- Ichirō Nagai
- Yuko Nagashima
- Chisato Nakajima
- Naoko Nakamura
- Taeko Nakanishi
- Sara Nakayama
- Keiichi Nanba
- Kumiko Nishihara
- Hiromi Nishikawa
- Tamotsu Nishiwaki
- Keiichi Noda
- Kenji Nojima
- Ai Nonaka
- Yūsuke Numata
- Mahito Ōba
- Yūsei Oda
- Hiroshi Okamoto
- Ryōtarō Okiayu
- Makiko Ōmoto
- Masaya Onosaka
- Shinichirō Ōta
- Chikao Ōtsuka
- Yuka Saitō
- Kimiko Saitō
- Osamu Saka
- Daisuke Sakaguchi
- Takahiko Sakaguma
- Akemi Satō
- Chie Satō
- Masaharu Satō
- Yuki Sato
- Shinobu Satōchi
- Akiko Sekine
- Hidekatsu Shibata
- Yuka Shioyama
- Bin Shimada
- Junko Shimakata
- Nobunaga Shimazaki
- Naomi Shindō
- Kōzō Shioya
- Ryōko Shiraishi
- Umeka Shōji
- Yumi Sudō
- Hisayoshi Suganuma
- Kazuko Sugiyama
- Yūko Sumitomo
- Mariko Suzuki
- Masami Suzuki
- Sanae Takagi
- Yasuhiro Takato
- Yugo Takahashi
- Masaya Takatsuka
- Eiji Takemoto
- Mayumi Tanaka
- Hideyuki Tanaka
- Kazunari Tanaka
- Ryōichi Tanaka
- Kanako Tateno
- Naoki Tatsuta
- Yōko Teppōzuka
- Kyōko Terase
- Michie Tomizawa
- Kyōko Tongū
- Yumi Tōma
- Machiko Toyoshima
- Akiko Tsuboi
- Minami Tsuda
- Hiromi Tsuru
- Noriko Uemura
- Megumi Urawa
- Emi Uwagawa
- Misa Watanabe
- Naoko Watanabe
- Takehiko Watanabe
- Kōji Yada
- Nana Yamaguchi
- Yuriko Yamaguchi
- Keiichirō Yamamoto
- Keiko Yamamoto
- Yuriko Yamamoto
- Wakana Yamazaki
- Michiyo Yanagisawa
- Hisayo Yanai
- Jōji Yanami
- Miwa Yasuda
- Chizu Yonemoto
- Natsuki Yoshihara
- Mari Yoshikura
- Takahiro Yoshimizu
- Hinako Yoshino

## Byli członkowie
- Mari Adachi
- Kazumi Amemiya
- Masashi Amenomori (śmierć)
- Takeshi Aono (śmierć)
- Yoshiko Asai
- Kinpei Azusa (śmierć)
- Haru Endo (śmierć)
- Jun Fukuyama (obecnie Axlone)
- Ayumi Furuyama
- Daisuke Gōri (śmierć)
- Keiko Han (teraz Neverland Arts)
- Eriko Hara
- Show Hayami
- Eiko Hisamura
- Chieko Honda (śmierć)
- Ryō Horikawa (obecnie dyrektor Aslead Company)
- Kazuhiko Inoue (obecnie dyrektor B-Box)
- Akira Kamiya
- Tomoko Kaneda (teraz Across Entertainment)
- Yoshio Kaneuchi (śmierć)
- Eiji Kanie (śmierć)
- Iemasa Kayumi
- Chiyoko Kawashima (na emeryturze)
- Takaya Kuroda
- Kaneta Kimotsuki
- Konomi Maeda
- Satomi Majima (na emeryturze)
- Ginzo Matsuo (śmierć)
- Yūji Mitsuya
- Kōhei Miyauchi (śmierć)
- Katsuji Mori
- Nao Nagasawa (teraz Ken Production)
- Shiho Niiyama (śmierć)
- Yuka Nishiguchi
- Junko Noda (obecnie niezależna)
- Michiko Nomura
- Masako Nozawa (wcześniej przeniosła się do 81 Produce, obecnie niezależna)
- Michiko Oda (na emeryturze)
- Ken’ichi Ogata (obecnie Production Baobab)
- Megumi Ogata
- Shinji Ogawa
- Akimasa Ohmori
- Marina Ohno
- Asami Okamoto
- Nami Okamoto
- Daisuke Ono (obecnie Mausu Promotion)
- Chie Sawaguchi (obecnie Across Entertainment)
- Yumiko Shibata
- Shunsuke Shima (śmierć)
- Mari Shimizu
- Fuyumi Shiraishi
- Yoku Shioya
- Kaneto Shiozawa (śmierć)
- Mayumi Shō (Kekke Corporation)
- Kazuyuki Sogabe (śmierć)
- Tomiko Suzuki (śmierć)
- Urarako Suzuki
- Ao Takahashi
- Chiaki Takahashi (wcześniej Arts Vision, obecnie pracuje bez etatu)
- Kazumi Tanaka (śmierć)
- Sakura Tange
- Isamu Tanonaka (śmierć)
- Keiko Toda
- Munehiro Tokita
- Kousei Tomita
- Kei Tomiyama (śmierć)
- Akane Tomonaga
- Kouji Totani (śmierć)
- Noriko Tsukase (śmierć)
- Fushigi Yamada
- Natsumi Yanase
- Yusaku Yara (obecnie dyrektor Vi-vo)
- Rihoko Yoshida
- Chihiro Ishiguro